# Друге народне ополчення
Друге народне або друге земське ополчення — ополчення у Московії, яке виникло у вересні 1611 в Нижньому Новгороді для боротьби з польськими інтервентами. Продовжувало активно формуватися під час шляху з Нижнього Новгорода в Москву, переважно в Ярославлі у квітні — липні 1612. Складалося з загонів городян, селян центральних та північних районів Московії. Керівники — Кузьма Мінін та князь Дмитро Пожарський. У серпні 1612 з частиною сил, що залишилися під Москвою від Першого ополчення, розбило польську армію під Москвою, а в жовтні 1612 — повністю звільнило столицю від окупації інтервентами.